# Marcjan Iwanicki
Marcjan Iwanicki herbu Zbiświcz – sędzia czernihowski w latach 1679-1680, pisarz grodzki kijowski w 1674 roku, cześnik czernihowski w latach 1667-1679.
Poseł sejmiku włodzimierskiego województwa czernihowskiego na sejm nadzwyczajny 1668 roku, poseł na sejm koronacyjny 1676 roku, poseł sejmiku czernihowskiego na sejm 1677 roku.
W 1674 roku był elektorem Jana III Sobieskiego z województwa kijowskiego i elektorem i deputatem do pacta conventa z województwa czernihowskiego..